# Express Union
Express Union est une entreprise camerounaise spécialisée dans l'Envoi rapide d'argent.
La société propose également des services de microfinance depuis 2006.

## Historique
À l'origine, elle est spécialisée dans l'envoi rapide d'argent et son rayon d'action est le territoire camerounais dont elle est leader sur le marché[réf. nécessaire].
Elle est la réponse au besoin des populations camerounaises sans cesse confrontées au choix d'une structure fiable, capable de répondre efficacement à leurs attentes en termes de transfert de fonds en toute sécurité de manière express et en préservant la confidentialité de leurs opérations.  Elle étend progressivement son réseau et est présente dans les dix Régions du Cameroun, avec plus de 700 agences.

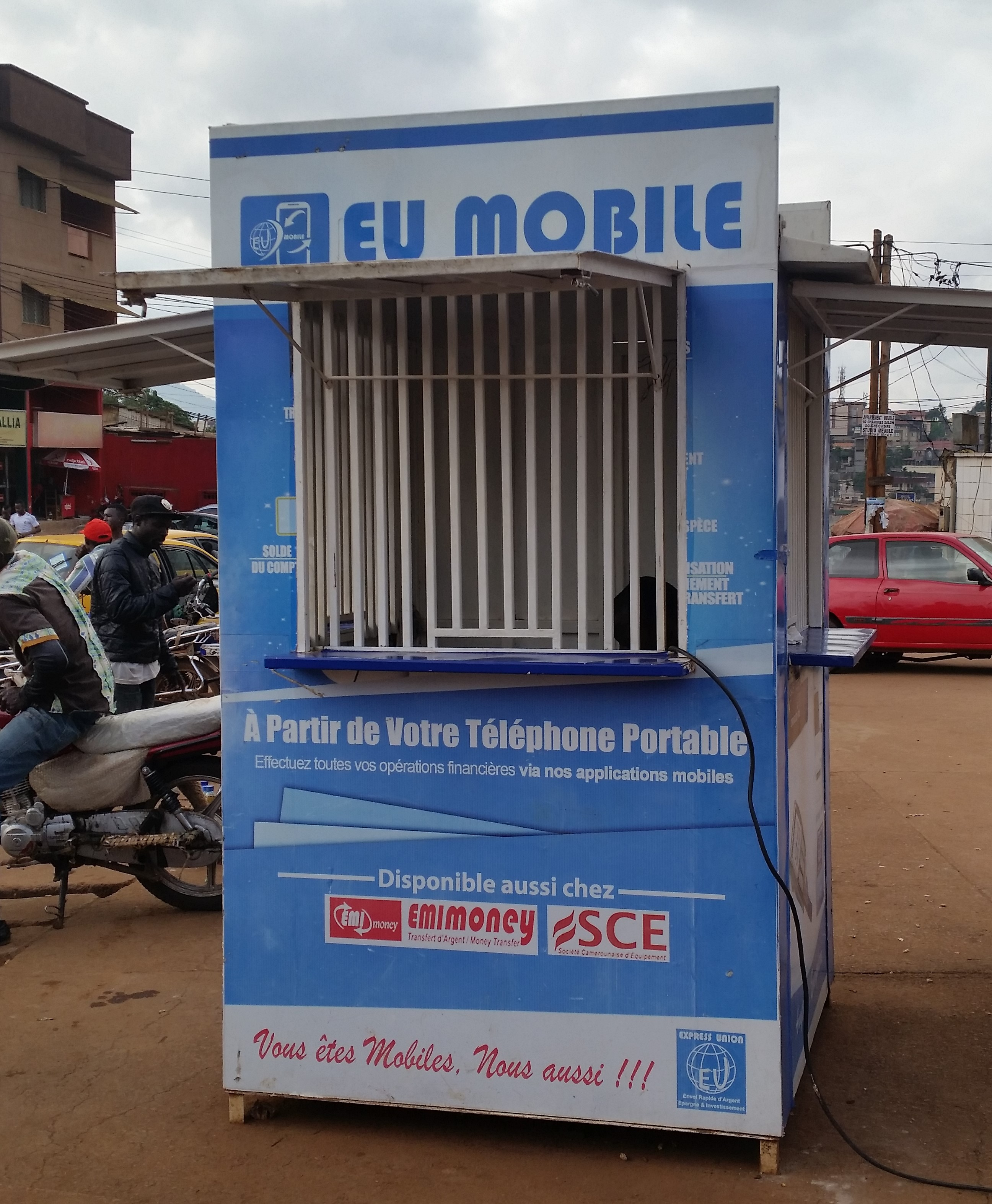
Kiosque mobile Express Union dans une rue de Yaoundé

 L'entreprise disposait au 31 août 2009 d'un réseau de plus de 250 agences sur le territoire du Cameroun et de 9 agences au Tchad, sans toutefois oublier l'extension du réseau en République centrafricaine, Gabon, RDC, Congo-Brazzaville et en Côte d'Ivoire.
Le groupe camerounais accroît son réseau en s'installant dans les principaux pays francophones d'Afrique occidentale.
Le spécialiste camerounais de transfert d’argent étend son réseau ouest-africain en s’implantant simultanément en Côte d’Ivoire, au Sénégal, au Burkina Faso, en Guinée, au Togo, au Mali et au Niger.
Avec l'arrivée et la croissance du Mobile Money au Cameroun en 2012, le service de transfert perd rapidement des parts des marchés ce qui l'oblige à fermer la plupart de ses agences au Cameroun. L'entreprise lance en 2016 son portefeuille de monnaie électronique dénommé EU Mobile Money. 